# F.E.A.R.
F.E.A.R. First Encounter Assault Recon — компьютерная игра, шутер от первого лица с элементами survival horror, разработанная компанией Monolith Productions и выпущенная Sierra Entertainment в 2005 году для Microsoft Windows; позже были выпущены дополнения к игре, F.E.A.R. Extraction Point (2006) и F.E.A.R. Perseus Mandate (2007), и две игры-продолжения — F.E.A.R. 2: Project Origin (2009) и F.E.A.R. 3 (2011). Позже игра была портирована Day 1 Studios для игровых приставок PlayStation 3 и Xbox 360. В соответствии с сюжетом игры, «Оперативник» — боец F.E.A.R., вымышленного подразделения спецназа — вынужден противостоять мятежному отряду клонированных суперсолдат. Он также сталкивается со сверхъестественной угрозой — Альмой, призрачным существом в облике маленькой девочки.

## Атмосфера

Один из «потусторонних миров», созданных Альмой

Игра оформлена как шутер с хоррор-элементами.
Основные антагонисты игры — Пакстон Феттел и Альма Уэйд — имеют «призрачный» образ. Пакстон Феттел — каннибал, его одежда и лицо всегда запачканы кровью, а игрок, вместо того, чтобы лично встретиться с ним, зачастую видит только его «образ» — при прикосновении к нему или выстреле Феттел растворяется в воздухе. Внешний вид другого антагониста, Альмы, имеет общие черты с каноническим образом японского духа возмездия Онрё — девушка с чёрными растрёпанными волосами, скрывающими бледное лицо.
Большая часть персонажей, погибших во время игры, умирает неестественным образом — от солдат отряда «Дельта» остаются только скелеты и лужи крови, а сотрудников «Армахем Технолоджи» буквально поедает Пакстон Феттел.
Игрок очень редко встречается с нейтральными персонажами — значительную часть информации он узнаёт из файлов с ноутбуков и записей автоответчиков. Периодически протагонист попадает в «потусторонние миры», которые так или иначе несут отсылку к болезненным воспоминаниям Альмы, где его атакуют призраки — израненные левитирующие тела с оторванными ногами.

## Игровой процесс
Вся игра происходит от первого лица, и камера никогда не показывает игрока со стороны. Все события в игре взаимосвязаны линейным сюжетом, но имеются временные интервалы между эпизодами. Игра часто критикуется за «коридорный» дизайн уровней и отсутствие открытых помещений. Лишь в первых четырёх эпизодах действие иногда происходит на открытом пространстве. С другой стороны, закрытые помещения обычно представляют собой систему комнат, связанных между собой. Это даёт игроку возможность нападать на врага с разных сторон, впрочем такой же тактикой ведения боя может воспользоваться и враг; искусственный интеллект был проработан на высоком уровне и F.E.A.R. часто ставится в пример другим играм, когда речь заходит про ИИ.
Игра состоит из 11 эпизодов с эпилогом. Сюжет в игре до самого конца запутан.
У игрока есть возможность использовать замедление времени (slow motion) — имитация состояния повышенного уровня адреналина в крови, которое может наступать у человека, когда он попадает в угрожающую жизни ситуацию, и в силу вступают защитные механизмы. Недолго находясь в таком состоянии, можно увидеть следы летящих пуль, двигаться быстрее (подобно тому, как это выполнено в игре Max Payne) и получить за счёт этого преимущество в бою. Для более продолжительного нахождения в этом состоянии можно использовать шприцы со специальным препаратом, которые можно найти по ходу игры. Когда у протагониста начинаются галлюцинации или видения, уровень адреналина в крови главного героя увеличивается самопроизвольно и он находится в таком состоянии до тех пор пока не закончатся «видения».
В игре нельзя ни увидеть отражение лица главного героя, ни услышать ни одной реплики протагониста (в особо напряжённых ситуациях можно слышать его дыхание, в галлюцинациях слышать биение сердца) — здесь имеет место идея о связи игрока с игровым миром, подобно тому, как это выполнено в серии игр Half-Life. На первых уровнях игры нечёткое отражение героя можно увидеть в луже. Также во время прохождения по «кровавому коридору» Альмы можно увидеть отражение в крови на потолке. В дополнении F.E.A.R. Extraction Point, которое продолжает сюжет игры эта идея также поддерживается — зеркала в игре больше напоминают алюминиевые пластины, в которых можно распознать силуэт героя и некоторые детали, такие как оружие, но лицо там не просматривается и видны лишь его очертания.
Враги в игре наделены всеми возможностями игрока: бросают гранаты, стреляют из-за укрытий, перезаряжают оружие (предварительно спрятавшись), в ближнем бою переходят в рукопашный бой, общаются между собой. Все это позволяло создать эффект чрезвычайно сложного искусственного интеллекта, позже была проведена конференция, на которой были раскрыты секреты ИИ.

## Сюжет

### Предыстория событий
F.E.A.R. (First Encounter Assault Recon, с англ. — «Штурмовое подразделение первого контакта»; в русской локализации — Федеральная Единица Агрессивного Реагирования) — это секретное подразделение, введённое в состав Вооружённых сил США в 2002 году для борьбы с паранормальными угрозами. Главным героем является новый оперативный сотрудник этого подразделения, вызванный для проведения своего первого боевого задания.
По ходу самой игры из прослушанных телефонных разговоров и сообщений координатора об анализе информации, добытой с захваченных компьютеров, игрок узнаёт подробности событий, связанных с сюжетом. В бонусном видеоролике режиссёрской версии игры показано начало исследований паранормальных способностей Альмы Уэйд, дочери Харлана Уэйда. Тогда Альме было восемь лет. Отрицательное воздействие на учёных вынудило перевезти объект исследования в «Саркофаг» (1987 год — как указано в сиквеле F.E.A.R. 2: Project Origin), исследовательскую лабораторию, расположенную в бункере времён холодной войны под заводом «Реммельмайер» в промышленном районе Оберн. Исследования телепатии продолжались до тех пор, пока Харлан Уэйд не додумался искусственно оплодотворить Альму, используя её ДНК, дабы получить менее опасного телепата для исследований.
В возрасте 15-ти лет Альма Уэйд родила «первый прототип», который оказался неудачным, так как не имел телепатических способностей. Через год после этого родился Пакстон Феттел — «второй прототип». У неё отобрали детей, не дав даже подержать в руках, и быстро отправили в «Саркофаг». Вскоре после этого, опасаясь разъярённой матери, которая, даже находясь в искусственной коме, была крайне опасна, руководство проекта решило избавиться от Альмы, утопив её внутри установки. Она умирала шесть дней.
В возрасте десяти лет Феттел взбесился после телепатической «синхронизации» с матерью и перебил нескольких учёных. Доступ к «Саркофагу» после этого закрывают и ставят защиту от телепатических сил Альмы мощными электромагнитными полями, которые одновременно сдерживают её внутри установки, а Феттела помещают под стражу. Тем не менее, в Оберне у населения начались проблемы со здоровьем, и по неизвестным причинам испортилось качество питьевой воды.
Секретные работы по проекту «Источник» продолжаются около 25 лет. Женевьева Аристид, новый президент «Армахем Технолоджи», дабы продемонстрировать своё служебное рвение, нагло игнорирует предупреждения специалистов (в том числе и Харлана Уэйда) и отправляет группу учёных на секретный объект в Оберне, чтобы расконсервировать «Саркофаг», но все они гибнут по неизвестным причинам, а вышедшая из строя система видеонаблюдения ничего пояснить не может. Одновременно Феттел, снова попав под телепатический контроль матери, которую, видимо, пробудил визит разведгруппы, сбегает из камеры заключения и берет под контроль армию солдат-клонов, после чего и начинаются события самой игры.

### События в игре
2025 год. Игра начинается со звонка сенатору. Женский голос докладывает о проблемах с «Источником»: «Бунт. Феттел перехватил управление прототипами». «Армахем Технолоджи» — разработчик вооружения, вело военную программу: армия солдат-клонов, подчинённых командиру, который управляет ими при помощи телепатии. Пакстон Феттел благодаря своим телепатическим способностям берёт под контроль батальон солдат-клонов.
Чтобы остановить вооруженный конфликт, достаточно ликвидировать командира — после этого клоны перестанут действовать и будут абсолютно безопасны. Предполагалось, что найти Феттела не доставит труда: в его голову вживлён датчик, который выдаёт местоположение. Защиты у него самого нет, одно из условий программы — безопасность командира, он не ведёт бой вместе с остальными солдатами, а лишь управляет ими на значительном расстоянии. Протагонист игры — новый оперативный сотрудник «Ф. Е. А. Р.»
С самого начала игры начинает происходить что-то странное: у героя, который ничего не помнит о своём прошлом, появляются видения и галлюцинации. Он видит чьи-то воспоминания. Неожиданная и неприятная встреча с Феттелом доказывает, что воспоминания телепатировал он, только не зная, чьи они — «…мои или её…» Феттелу удаётся скрыться, и оперативный сотрудник направляется с элитным отрядом «Дельта SFOD-D» в порт — следующий пункт, где обнаружен сигнал датчика Феттела, с целью провести разведку и по возможности устранить самого Феттела. Как только оперативный сотрудник на несколько секунд покидает отряд, на бойцов нападает неизвестный противник. Протагонист обнаруживает лишь скелеты в луже крови — всё, что осталось от спецназа. Позже выясняется, что вторая разведгруппа под командованием другого оперативника «Ф. Е. А. Р.» Спенсера Янковски погибла точно так же. Причём останки самого Янковски обнаружить не удаётся, сигнал его личного передатчика периодически появляется поблизости от Оперативника и Феттела, а призрак Спенсера — весь в крови, с выколотыми глазами и мёртво-землистого цвета кожей — часто является своему бывшему напарнику и разговаривает с ним.
Прикрываясь солдатами-клонами, Феттелу удалось скрыться от оперативного сотрудника в порту. Позже его сигнал был потерян. Координатору «Ф. Е. А. Р.» сообщают о пропавшей разведгруппе в офисе «Армахема». С новой группой бойцов «Дельты», герой попадает в офис «Армахем Технолоджи». Там он по крупицам собирает информацию о секретных проектах корпорации и освобождает взятую в заложники Элис Уэйд — дочь учёного Харлана Уэйда, проводившего эксперимент с армией клонов, которая после того, как клоны сбили вертолёт эвакуации, не успевший даже приземлиться, сбегает и едет на машине в «Саркофаг» к своему отцу. Позже выясняется, что программист Нортон Мэйпс и охрана «Армахем Технолоджи» пытаются уничтожить все доказательства проведения проекта, но по уцелевшим остаткам информации удаётся узнать, что в эксперименте изначально участвовала девочка с экстрасенсорными способностями по имени Альма, но руководителю проекта был нужен не просто человек-телепат, а рождённый от него. Как говорится в информации, получаемой в ходе игры из ноутбуков, первый прототип не стал полноценным телепатом, но второй прототип, Пакстон Феттел, превзошел ожидания. Мать и сыновей безжалостно разлучили. Альма рожала в коме, но во время рождения первого прототипа внезапно проснулась, зато рождение второго прошло без происшествий. Девушку поместили в «Саркофаг» и держали там несколько десятков лет. Когда Феттелу было 10 лет, мать из «Саркофага» взяла его под контроль при помощи телепатии (событие, которое получило название «синхронизация»), и он убил двоих охранников и ранил ещё несколько человек; проект прикрыли, но исследования в «Армахем Технолоджи» продолжались.
Учёный Харлан Уэйд, глубоко сожалея о том, что он сделал десятки лет назад, открыл «Саркофаг», чтобы освободить Альму. Как только он сделал это, она убила его и вызвала странных существ из потустороннего мира, которые в дальнейшем пытаются убить героя.
Оперативник застаёт Феттела пожирающим дочь учёного — Элис, затем переносится в потусторонний мир, в котором Феттел говорит о том, что они оба рождены одной матерью. После этого Феттел предстаёт перед ним сидящим в той самой комнате, где в самом начале игры Альма подчинила его себе, и с интересом смотрит на старшего брата, который, выполняя долг, убивает его. Клоны действительно перестают сопротивляться, но Альма на свободе, а её злость может причинить много неприятностей. Чтобы избавить мир от мстительной девочки, нужно уничтожить «Саркофаг», повредив систему предохранителей реактора. Альма нападает на героя в последний раз. После этого произойдёт взрыв колоссальной силы, поэтому из бункера нужно бежать.
Оперативный сотрудник, отбиваясь от роя вызванных Альмой призраков, выбирается из «Саркофага», и уже на выходе он сталкивается лицом к лицу с Альмой. Слова Альмы с требованием вернуть её ребёнка пробуждают новое видение в сознании героя: младенец впервые открывает глаза и видит молодого врача, в котором легко узнать Харлана Уэйда. Слышен крик матери «Верните мне сына!». Уэйд берёт новорождённого на руки и говорит: «Ты станешь богом», — а после отдает приказ: «Верните её в „Саркофаг“». Взгляд младенца падает на тянувшую к нему руки женщину, а после и на лежащую на столе папку с надписью «ИСТОЧНИК. ПОДОПЫТНАЯ: АЛЬМА УЭЙД». Видения с криками младенца, родильным блоком и врачом, преследующие протагониста, оказались его собственными воспоминаниями, доказывающими что Оперативник — тот самый Первый Прототип. Альма тоже осознаёт это. Со словами «мой сын… я знаю, кто ты…» Альма оставляет протагониста. Он выбирается на поверхность и выживает при взрыве, не получив даже серьёзных ранений. После взрыва его находят и подбирают на вертолёте Джин Сун-Квон и Дуглас Холидей. Во время облёта эпицентра взрыва вертолёт слегка трясёт, после чего внезапно отключается двигатель, и на борт забирается Альма. На этом игра заканчивается.
После титров слышен телефонный звонок Женевьевы Аристид неизвестному сенатору, в котором она говорит, что секретная база по производству клонов уничтожена, но есть и хорошая новость: первый прототип был успешен.

## Многопользовательская игра
Многопользовательский режим игры представляет собой тактический шутер от первого лица (элементы хоррора свойственны только однопользовательскому режиму игры). Каждый игрок выбирает один из стандартных видов оружия, с которым он появляется каждый раз при респауне.
В игре присутствуют следующие игровые режимы:
- Deathmatch и SloMo Deathmatch (с изменённой скоростью игры);
- Team Deathmatch и SloMo TDM (с изменённой скоростью игры);
- Capture The Flag и SloMo CTF (с изменённой скоростью игры);
- Conqueror с тремя контрольными точками;
- Conqueror All с пятью контрольными точками. Игра также заканчивается в случае захвата одной из команд всех пяти контрольных точек.

В игре отсутствует кооперативный режим, однако фанатами была создана модификация «Coop Warfare», которая добавляет в игру возможность совместного прохождения специально подготовленных уровней для кооперативной игры. Однако, возможно совместное прохождение одиночной кампании. В FAQ к модификации описаны проблемы, связанные с каждой картой, вроде дверей, которые открываются один раз, или полы лифтов, сквозь которые можно провалиться.

### F.E.A.R. Combat
17 августа 2006 года была выпущена бесплатная многопользовательская версия игры, которую мог скачать любой желающий. Для неё отдельно распространялись регистрационные ключи. Игра была выпущена на нескольких языках и её поддержка продолжалась для того, чтобы сохранять совместимость с обладателями полной версии. Однако, в связи с тем, что система защиты PunkBuster обновляется независимо от игры, у некоторых клиентов была утеряна совместимость «по умолчанию» с защищёнными серверами игры.

## Разработка

### Анонс
7 мая 2004 года Vivendi Universal анонсировал новый шутер от первого лица, над которым будет работать Monolith Productions. Позже стало известно, что название разрабатываемой игры — аббревиатура «F.E.A.R.», расшифровываемая как «First Encounter Assault Recon».

### Демонстрации
После анонса игра была представлена на Electronic Entertainment Expo 2004. В демонстрации были представлены перестрелки с вражескими солдатами, а также хоррор-составляющая игры. Не было обнародовано никакой информации о дате выхода демоверсии, но Vivendi Universal сообщили что релиз планируется на 2005-й год. Первоначально рецензентами движок был ошибочно принят за отличный от LithTech, но позже Monolith опубликовали название движка — Lithtech Jupiter Extended.

## Движок игры
LithTech использует для игры файлы-архивы Arch001, в которых выяснилось, что игра использует не эффекты дыма, огня, взрыва, а видео формата BIK, в которых записаны эти эффекты; тем самым, движок просто обрезает области видео и оставляет нужный эффект.
2 августа 2005 года была анонсирована демоверсия игры для персональных компьютеров, а также дата выхода игры — 11 октября 2005 года. 5 августа 2005 года вышла демоверсия однопользовательского режима игры..

## Дополнения и переиздания
После выхода оригинальной версии игры 18 октября 2005 года была выпущена режиссёрская версия игры. Эта версия включала в себя:
- игру F.E.A.R. на одном DVD-диске;
- комментарии разработчиков и видео о создании игры;
- короткометражный фильм «Alma Interviews»;
- первый эпизод машинимы P.A.N.I.C.S.;
- комикс.

В 2006 и 2007 году соответственно, для игры было выпущено два официальных дополнения — F.E.A.R. Extraction Point и F.E.A.R. Perseus Mandate, а также выпущен сборник для игровой консоли Xbox 360, включающий в себя эти дополнения. Он получил название F.E.A.R. Files.
20 марта 2007 года было выпущено «золотое издание» игры, включавшее себя режиссёрскую версию самой игры и дополнение Extraction Point. 6 ноября 2007 года было выпущено «платиновое издание», которое состояло из двух дисков — «золотого издания» и дополнения Perseus Mandate.

## Критика
| Сводный рейтинг       | Сводный рейтинг | Сводный рейтинг | Сводный рейтинг |
| Издание               | Оценка          | Оценка          | Оценка          |
| Издание               | PC              | PS3             | Xbox 360        |
| --------------------- | --------------- | --------------- | --------------- |
| GameRankings          | 88,94 %         | 73,29 %         | 84,19 %         |
| Metacritic            | 88/100          | 72/100          | 85/100          |
| MobyRank              | 87 %            | 71 %            | 82 %            |
| Иноязычные издания    |                 |                 |                 |
| Издание               | Оценка          | Оценка          | Оценка          |
| Издание               | PC              | PS3             | Xbox 360        |
| 1UP.com               | 9/10            | N/A             | N/A             |
| 4Players              | N/A             | 7,5/10          | 8,5/10          |
| CGW                   | [ 25 ]          | N/A             | N/A             |
| EGM                   | N/A             | 6/10            | N/A             |
| Eurogamer             | 9/10            | N/A             | 9/10            |
| G4                    | [ 29 ]          | N/A             | 4/5             |
| Game Informer         | N/A             | 8,25/10         | 8,5/10          |
| GamePro               | [ 33 ]          | [ 34 ]          | [ 35 ]          |
| GameRevolution        | B+              | N/A             | N/A             |
| GameSpot              | 9,1/10          | 7,1/10          | 8,6/10          |
| GameSpy               | [ 40 ]          | [ 41 ]          | [ 42 ]          |
| GamesRadar+           | 89%             | N/A             | N/A             |
| GameZone              | 9,2/10          | 8/10            | 9/10            |
| IGN                   | 9,2/10          | 8,1/10          | 9,1/10          |
| Jeuxvideo.com         | 16/20           | 16/20           | 16/20           |
| VideoGamer            | N/A             | 7/10            | 8/10            |
| Русскоязычные издания |                 |                 |                 |
| Издание               | Оценка          | Оценка          | Оценка          |
| Издание               | PC              | PS3             | Xbox 360        |
| Absolute Games        | 75 %            | N/A             | N/A             |
| Gameplay              | 5/5             | N/A             | N/A             |
| «PC Игры»             | 9/10            | N/A             | N/A             |
| «Игромания»           | 9/10            | N/A             | N/A             |
| «ЛКИ»                 | 90 %            | N/A             | N/A             |
| «Мир фантастики»      | 9/10            | N/A             | N/A             |
| «НИМ»                 | 8,1/10          | N/A             | N/A             |
| «Страна игр»          | 8/10            | N/A             | N/A             |

Игра получила преимущественно положительные отзывы.
F.E.A.R. была признана лучшей игрой в жанре экшен по итогам Game Critics Awards 2005. Также были номинации на Interactive Achievement Awards в категориях «игра года на ПК», «экшен-игра года от первого лица», «выдающееся достижение в саунд-дизайне» и «выдающееся достижение в визуальной разработке», в результате не собравшие ни одной награды. В 2008 году журнал «Мир фантастики» включил F.E.A.R. в список 100 лучших фантастических игр, раздел «Шутеры с видом от первого лица». Отмечалось, что ужасы про «маленькую мёртвую девочку» не стали качественными, «а вот боевик получился отменный».

## Продолжение
- В феврале 2009 года появился сиквел F.E.A.R. 2: Project Origin, являющийся сюжетным продолжением первой части игры.
- В апреле 2010 года Warner Bros. анонсировала третью часть игры. 21 июня 2011 года F.E.A.R. 3 вышла в свет.